# Cheese dog
Cheese dog là một loại hot dog dùng với pho mát hoặc pho mát chế biến nhồi bên trong.

## Loại pho mát
Ở Hoa Kỳ, pho mát thái hoặc nạo, như cheddar hoặc pho mát Mỹ, được sử dụng phổ biến, người ta thường dùng nó trên hot dog. Các loại pho mát khác cũng được sử dụng, như pho mát kem và pho mát Thụy Sĩ. Pho mát có thể được đặt trên bánh, trên xúc xích hoặc được chế biến bên trong hot dog, hoặc được đặt ở giữa phần xúc xích đã được cắt đôi.